# Pomnik europejskiego działu wodnego w Bělotínie
Pomnik europejskiego działu wodnego w Bělotínie (czes. Evropské rozvodí Bělotín lub Předěl) – pomnik w Czechach wskazujący dział wodny między Bałtykiem i Morzem Czarnym, stojący przy drodze nr 47, pomiędzy miastem Hranice a wsią Bělotín (kraj ołomuniecki). Odsłonięcie nastąpiło 13 grudnia 1971.

## Forma i historia
Wysoki na 9 metrów monument postawiono w 1971 na europejskim dziale wodnym, pomiędzy Morzem Bałtyckim, do którego wpada Odra z Gór Odrzańskich, a Morzem Czarnym, które przez Morawę i Dunaj zbiera wody Beczwy. Betonowy obiekt posadowiono na Jelení kopci podczas przebudowy drogi I/47 (wówczas E7), która nastąpiła w latach 1968–1970. Zamysł wystawienia pomnika powstał wśród pracowników przedsiębiorstwa Dopravní stavby Olomouc. Autorem projektu był brneński rzeźbiarz Miloš Slezák (1921-1989, pomagała mu żona Naďa Slezáková), który chciał pokazać, że zbocza wzniesienia łączy wyłącznie niebo, bowiem woda, która z niego spada, nigdy się już nie spotyka. Oba elementy pomnika są zatem rozłączne. Betonowe elementy nie stykają się ze sobą. Pozostaje szczelina na niebo, z którego spada woda, którą symbolizują dwie stele. 

Wewnątrz założenia umieszczono dwie brązowe tablice z cytatami z Jana Skácela:
Podivuhodné místo, kde se rozcházejí vody a kde se rozděluje déšť. Potoky spějí odtud na sever a na jih. Ta voda se už nikdy více nepotká a nenávratné bývá loučení lidí a vod. Stojíte na předělu moří.
Pod nogami zwiedzających zaaranżowano granitowy krąg wskazujący kierunek do obu mórz, których nazwy wyryto w językach: czeskim, rosyjskim, łacińskim, niemieckim, angielskim i francuskim.

## Galeria

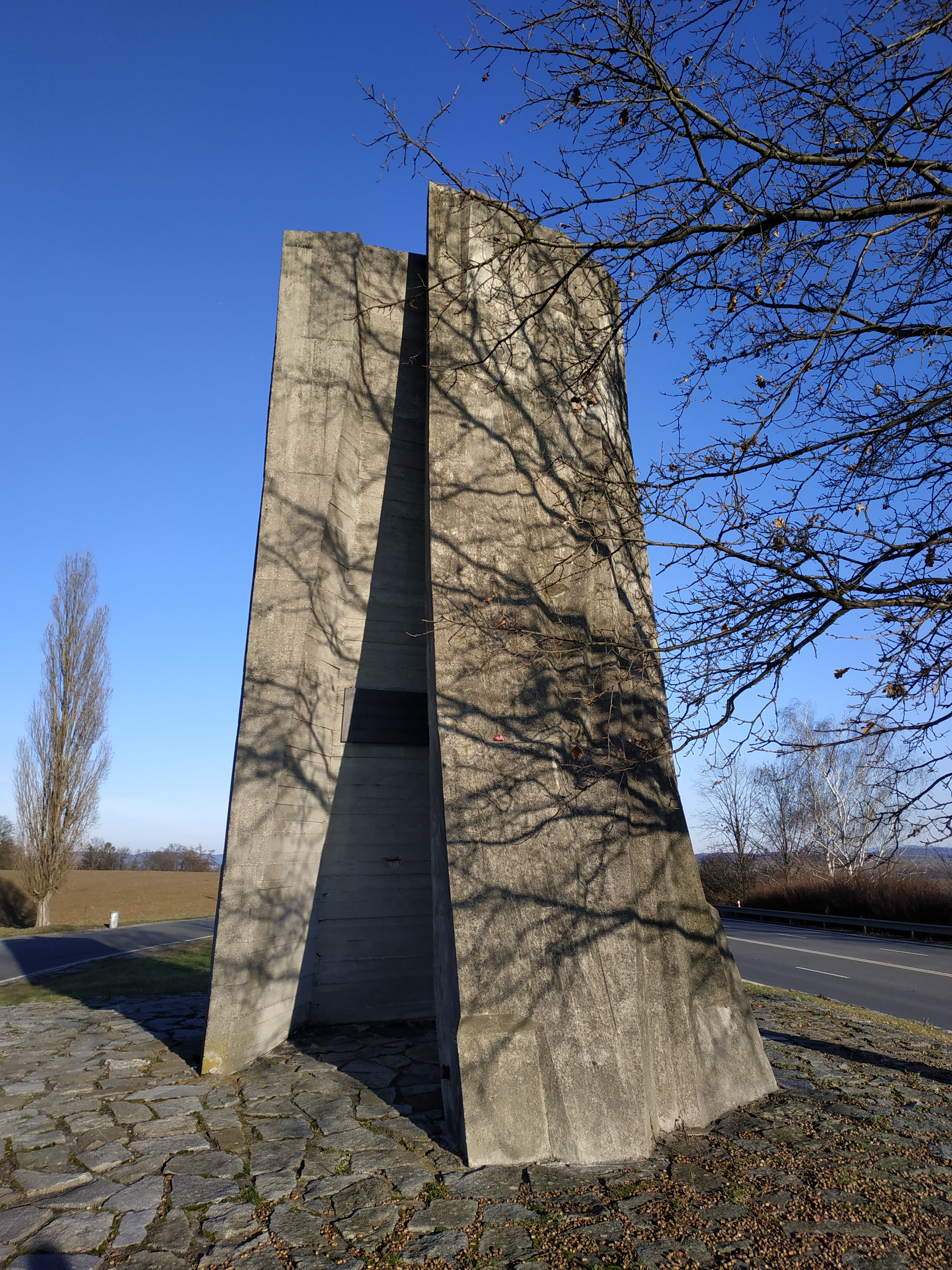
Stele
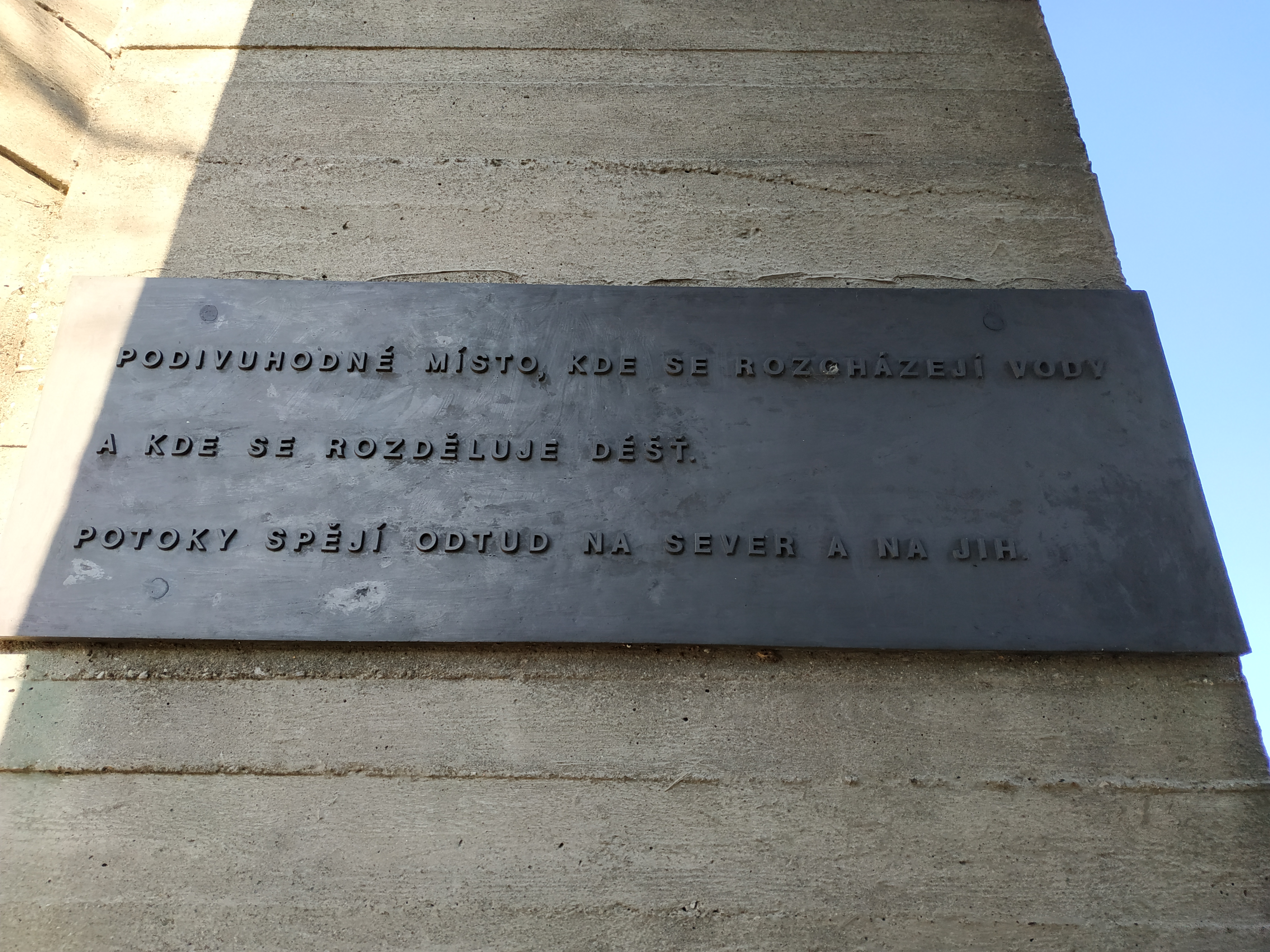
Inskrypcja na pomniku
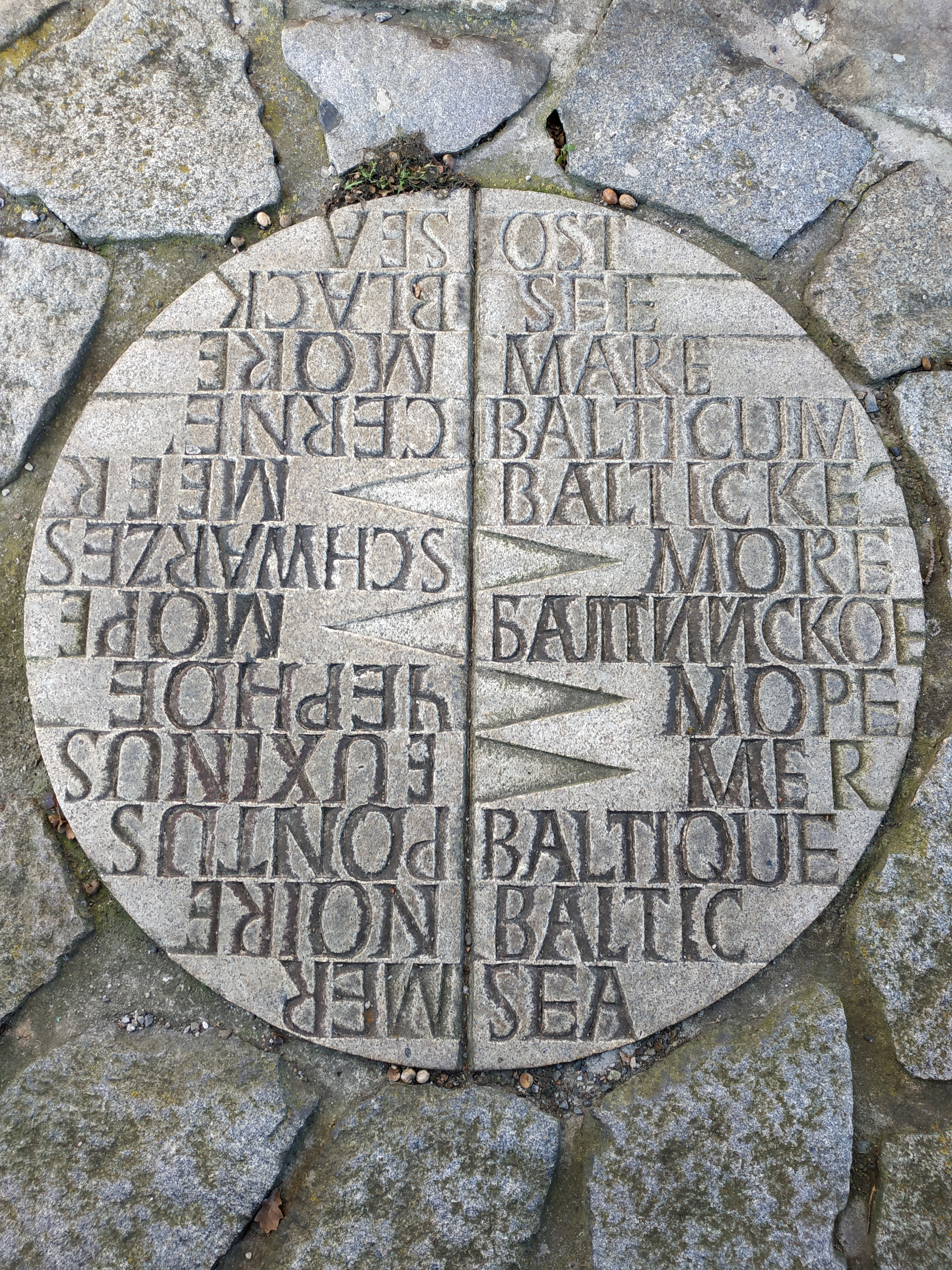
Tablica na bruku przy pomniku
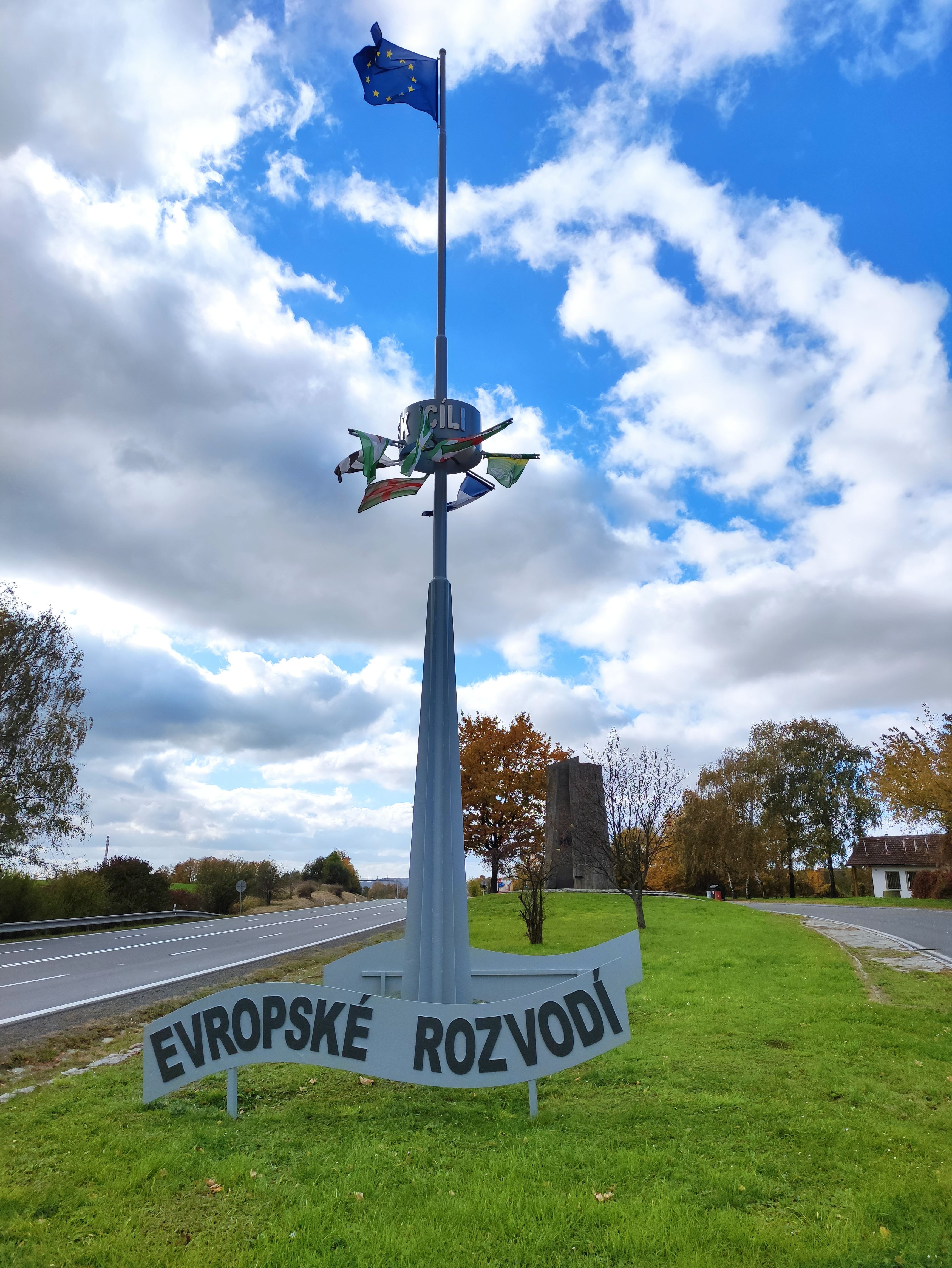
Witacz przed pomnikiem